# Olof Iwald
Olof Einar Iwald, född 12 juni 1911 i Berg, Jämtlands län, död 1994, var en svensk målare. 
Han var son till hemmansägaren Johan Iwald och Margareta Olofsson och från 1936 gift med Britta Eleonora Jonsson. Iwald  studerade vid Kungliga konsthögskolan 1930-1936 och under studieresor till Norge och Italien. Han medverkade i samlingsutställningar på Liljevalchs konsthall, Konstakademien, samt på flera platser i Sverige och Norge. Separat ställde han ut på länsmuseet i Östersund och i Trondheim. Han har tillsammans med sin maka utfört offentliga utsmyckningar vid Svenstaviks skola, HSB i Östersund, samt i Bergs kyrka och Svensta kyrka. Iwald är representerad vid Statens konstråd, Jämtlands läns landsting, Östersunds kommun och Bergs kommun samt med ett porträtt av hustrun vid Jämtlands läns museum. 